# Rio Feredău
O Rio Feredău é um rio da Romênia, afluente do Turdaş, localizado no distrito de Hunedoara.